# 이케다 사키코
이케다 사키코(일본어: 池田 咲紀子, 1992년 9월 8일 ~ )는 일본의 여자 축구 선수이다.

## 국가대표팀 경력
2008년 FIFA U-17 여자 월드컵, 2012년 FIFA U-20 여자 월드컵에 출전했다.
그녀는 2017년 알가르브컵에 참가할 일본 국가대표팀에 발탁되었으며, 3월 6일 노르웨이와의 경기에서 데뷔했다. 2018년 AFC 여자 아시안컵 우승, 2018년 아시안 게임 금메달 획득에 기여했다. 2019년 FIFA 여자 월드컵, 2020년 하계 올림픽에도 출전했다. 그녀는 2021년까지 국제 A매치 통산 20경기에 출전했다.

## 통계
| 일본 | 일본 | 일본 |
| 연도 | 출전 | 득점 |
| ---- | ---- | ---- |
| 2017 | 8    | 0    |
| 2018 | 6    | 0    |
| 2019 | 1    | 0    |
| 2020 | 1    | 0    |
| 2021 | 4    | 0    |
| 통산 | 20   | 0    |